# Echinaster smithi
Echinaster smithi är en sjöstjärneart som beskrevs av Ludwig 1903. Echinaster smithi ingår i släktet Echinaster och familjen krullsjöstjärnor. Inga underarter finns listade i Catalogue of Life.